# Eve Sonneman
Eve Sonneman (* 1946 in Chicago) ist eine US-amerikanische Fotografin.

## Leben
Eve Sonneman schloss ihr Studium an der University of Illinois mit dem Bachelor ab und erhielt 1969 den Master an der University of New Mexico. 
Sonneman war Professor an den Hochschulen New York University, School of Visual Arts, New York, Cooper Union College of Art and Architecture, City University of New York, Rice University, Houston, Texas.
Ihre Vorbilder und Freunde sind Nan Goldin, Robert Mapplethorpe, Martha Graham, Madonna, Janis Joplin, Piet Mondrian, Frank Lloyd Wright. Sie lebt in New York City und Cannes, Frankreich.

## Ausstellungen (Auswahl)
- 1977: documenta 6, Kassel
- 1977: 10. Biennale von Paris
- 1982: 4. Biennale of Sydney, Australien
- 2001: 49. Biennale in Venedig[3]

## Auszeichnungen (Auswahl)
- 1970: Boskop Foundation Grant in the Arts, New York
- 1977: MoMA PS1, New York
- 1978: National Endowment for the Arts
- 1988: Polaroid Corporation Grant
- 1989: Fondation Cartier pour L’Art Contemporain, France Polaroid Corporation Grant
- 1996: Adolph and Esther Gottlieb Foundation Grant

## Fernsehauftritte
- 1976: Group Portrait: 3 Photographers of New York State a film about Eugene Smith, John Wood and Eve Sonneman, Cable Arts (made possible by a grant from New York State Council on the Arts)
- 1976: Eve Sonneman exhibition at Castelli Gallery Cable Television special, interview by Bruce Kurtz, camera work by Paul Tschenkel
- 1980: Innertube Cable Television, special by Paul Tschenkel
- 1984: Eve Sonneman im Centre Georges Pompidou, Paris Belgisches Fernsehen, Spezial
- 1985: Eve Sonneman im MoMA Costa Rica
- 1989: Late Night with David Letterman NBC
- 1996: Geschichte der Frauen in der Fotografie, CNN
- 2002: Artists Respond to 9/11, New York Eins
- 2009: Late Night with David Letterman NBC